# 11419 Donjohnson
11419 Donjohnson (1999 KS2) là một tiểu hành tinh vành đai chính được phát hiện ngày 16 tháng 5 năm 1999 bởi Spacewatch ở Kitt Peak.